# تینا دیتزه
تینا دیتزه (آلمانی: Tina Dietze؛ زادهٔ ۲۵ ژانویهٔ ۱۹۸۸) قایقران کایاک اهل آلمان است.
وی همچنین برندهٔ جوایزی همچون برگ بوی نقره‌ای شده‌است.
وی در مسابقات کشوری و بین‌المللی در مجموع برندهٔ ۱۳ مدال طلا، ۱۹ مدال نقره، ۵ مدال برنز شده‌است.